# Coprosma propinqua
Coprosma propinqua är en måreväxtart som beskrevs av Allan Cunningham. Coprosma propinqua ingår i släktet Coprosma och familjen måreväxter.

## Underarter
Arten delas in i följande underarter:
- C. p. latiuscula
- C. p. martini
- C. p. propinqua